# Stefan Rozental
Nie mylić ze Stefanem Rosenthalem (1886-1917), polskim psychiatrą

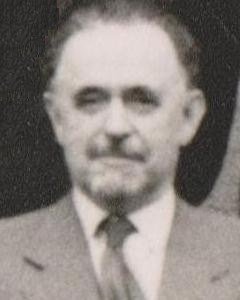
Stefan Rozental, Kopenhaga 1963

Stefan Rozental (ur. 1903 w Łodzi, zm. 1994 w Kopenhadze) – polsko-duński fizyk-teoretyk.

## Życiorys
Podczas I wojny światowej przebywał z rodziną w Danii. Od roku 1919 w Polsce. Studiował na Uniwersytecie Jagiellońskim, gdzie uzyskał doktorat w roku 1928. W latach 1929–1934 był asystentem Wernera Heisenberga w Lipsku, w latach 1934-1938 był docentem na Uniwersytecie Jagiellońskim. 1938 wyemigrował do Kopenhagi, gdzie został asystentem Nielsa Bohra. W końcu 1943 uciekł przed prześladowaniami hitlerowskimi do Szwecji, skąd powrócił do Danii w roku 1945. W latach 1957–1972 pełnił funkcję Associate Professor Skandynawskiego Instytutu Fizyki Teoretycznej w Sztokholmie NORDITA, w latach 1966-1972 sprawował funkcję wiceprzewodniczącego komitetu wykonawczego Międzynarodowej Unii Fizyki Czystej i Stosowanej IUPAP. 
W roku 1947 odwiedził Polskę, gdzie nawiązał ożywioną współpracę z fizykami polskimi.
Wraz z małżonką, historyczką Hanna Kobylinski (1907-1999) założył fundację stypendialną, wspierającą studentów fizyki i historii.